# 13764 Mcalanis
13764 Mcalanis è un asteroide della fascia principale. Scoperto nel 1998, presenta un'orbita caratterizzata da un semiasse maggiore pari a 2,2589355 UA e da un'eccentricità di 0,0153869, inclinata di 3,94392° rispetto all'eclittica.